# Siegfried Gissel

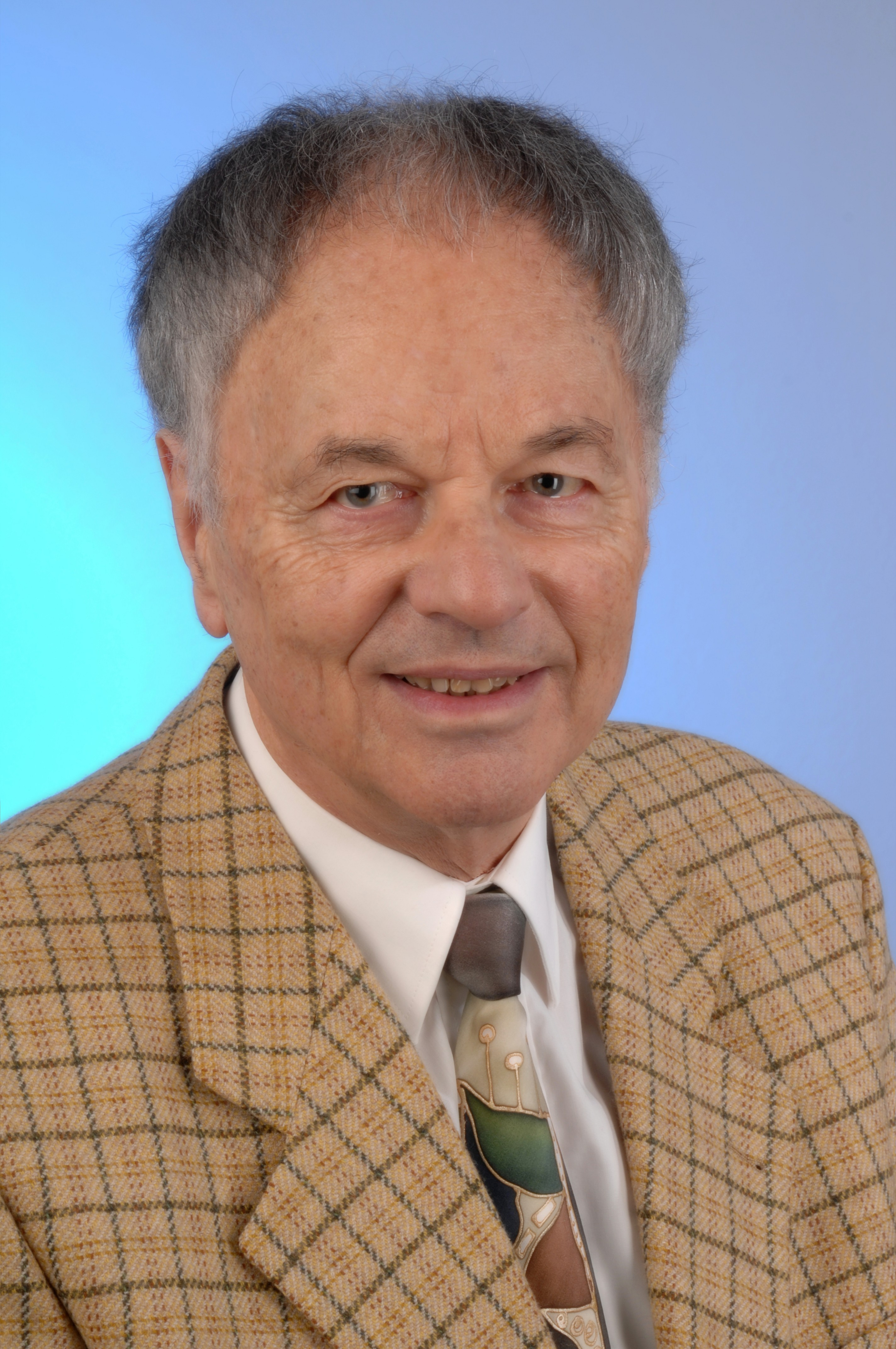
Siegfried Gissel, Musikwissenschaftler und Musikpädagoge.

Siegfried Gissel (* 5. Juni 1932) ist ein deutscher Musikwissenschaftler und Musikpädagoge. Er befasst sich als Musikwissenschaftler mit den alten Tonarten in der Zeit vom Ende des 15. bis ins 17. Jahrhundert.

## Leben
Siegfried Gissel studierte an der Musikhochschule Berlin Musik für das Lehramt an Gymnasien sowie acht Semester Komposition bei  Ernst Pepping. Er absolvierte sein 1. und 2. Staatsexamen in Berlin. Im Zweitstudium studierte Gissel Musikwissenschaft an der Freien Universität Berlin und an der Philipps-Universität Marburg. Hier promovierte Gissel 1980 mit dem Thema Untersuchungen zur mehrstimmigen protestantischen Hymnenkomposition in Deutschland um 1600.
Gissel war im gymnasialen Schuldienst tätig, zunächst in Berlin und anschließend in Marburg. Zusammen mit seiner Frau Dr. Helma Behme Gissel (1947–2022) wohnte er in Marburg und Kassel. Seit 2011 lebten sie in Überlingen am Bodensee.

## Werke & Aufsätze (Auswahl)
- Zur Modusbestimmung deutscher Autoren in der Zeit von 1550–1650. Eine Quellenstudie, in: Die Musikforschung 39, 1986, S. 201–217.
- Tonartenbestimmung vielstimmiger Kompositionen um 1600, in: Kirchenmusikalisches Jahrbuch 71, 1987, S. 1–11.
- Abweichungen von den Normen eines Modus als Mittel der Wortausdeutungen. Ein Beitrag zur musikalischen Hermeneutik um 1600, in: Musica Disciplina 42, 1988, S. 199–215.
- Die modi phrygius, hypophrygius und phrygius connexus. Ein Beitrag zu den 'in mi' Tonarten um 1600, in: Musica Disciplina 45, 1991 (1994), S. 5–94.
- Die Tonarten der 'Lagrime di San Pietro' von Orlando di Lasso, in: Musica Disciplina 47, 1993 (1997), S. 5–33.
- Die Tonarten vor und nach 1600 und ihre Akzeptanz in der gegenwärtigen Musikgeschichtsschreibung, in: Musica Disciplina 48, 1994 (1998), S. 15–67.
- Glareans Tonarten Lydius und Hypolydius und ihre Berücksichtigung durch die Theoretiker/Komponisten bis etwa 1650, in: Musica Disciplina 51, 1997 (2000), S. 73–102.
- Die Tonart Ionicus connexus in der Motettensammlung 'Opus Melicum' von Friedrich Weißensee, in: Musica Disciplina 52, 1998–2002 (2003), S. 57–137.

## Belege
1. ↑  Die Chorfuge im strengen Satz. Abgerufen am 26. November 2020.

| Personendaten    | Personendaten                                    |
| ---------------- | ------------------------------------------------ |
| NAME             | Gissel, Siegfried                                |
| KURZBESCHREIBUNG | deutscher Musikwissenschaftler und Musikpädagoge |
| GEBURTSDATUM     | 5. Juni 1932                                     |